# Sadrach, Mesach en Abednego

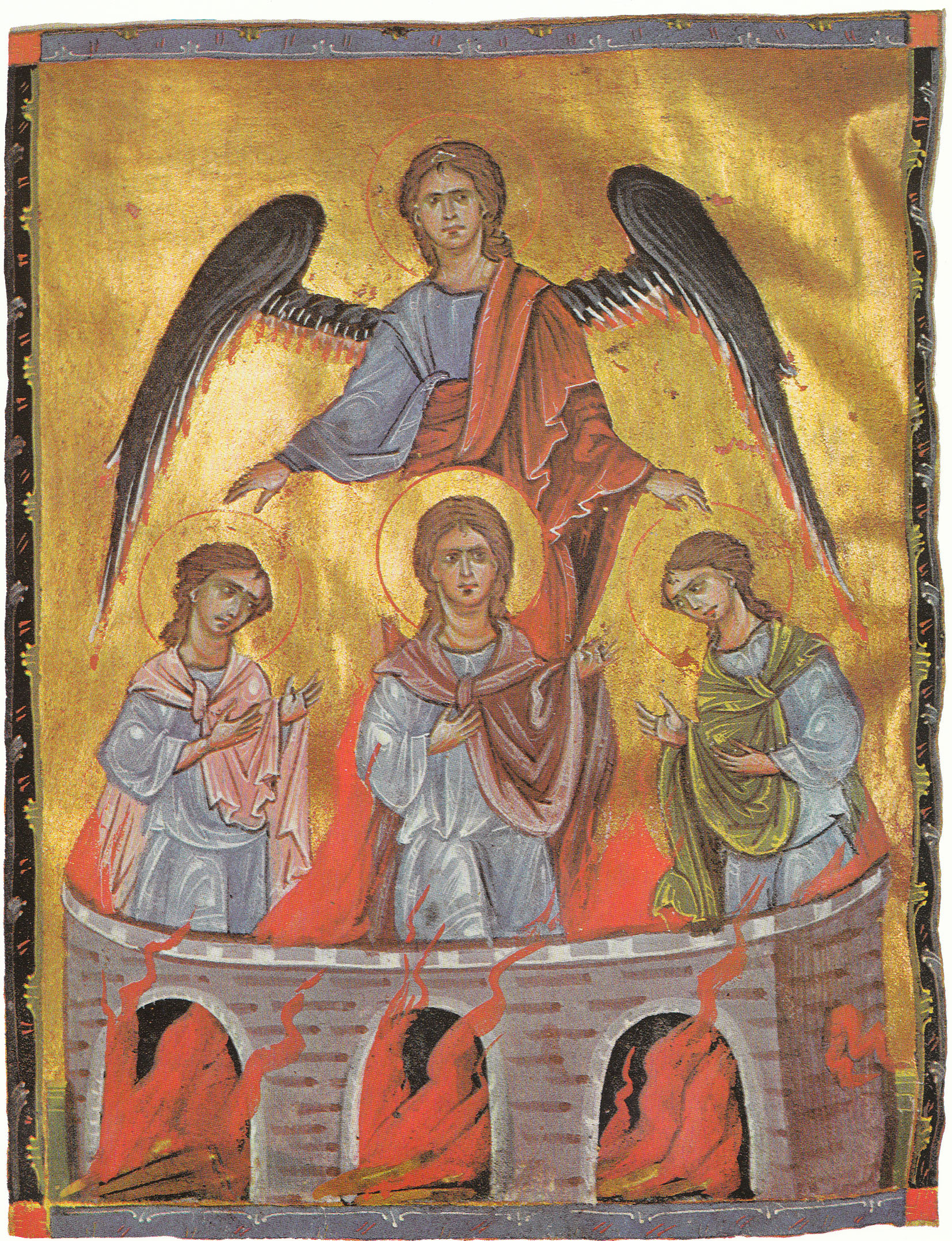
Sadrach, Mesach en Abednego in de brandende oven. (T'oros Ṙoslin, Mashtots, 1266)

Sadrach, Mesach en Abednego zijn de Babylonische namen van drie Joodse jongeren die voorkomen in het boek Daniël in de Hebreeuwse Bijbel. Volgens dit verhaal waren zij van hoge afkomst en werden zij tijdens de Babylonische ballingschap in opdracht van de Babylonische koning Nebukadnezar samen met Daniël opgeleid "in de geschriften en taal van de Chaldeeën" (Daniël 1:3-4).
Ze kregen Babylonische namen van de hoofdeunuch (Daniël 1:6-7):
| Babylonische naam | Betekenis                             | Oorspronkelijke, Joodse naam | Betekenis           |
| ----------------- | ------------------------------------- | ---------------------------- | ------------------- |
| Sadrach           | Bevel van Aku (maangod)               | Chananja                     | JHWH is genadig     |
| Mesach            | Wie is als Aku (maangod)              | Misaël                       | Wie is als God (?)  |
| Abednego          | Knecht van Nego of Naboe (Chaldeeuws) | Azarja                       | JHWH is mijn helper |

Sadrach, Mesach en Abednego worden in de Bijbel steeds bij hun Babylonische namen genoemd, terwijl Daniël meestal met zijn Judese naam wordt aangeduid en niet met zijn Babylonische naam Beltesassar.

## De brandende vuuroven
Het drietal weigerde het gouden beeld te aanbidden dat koning Nebukadnezar had opgericht. De koning gaf hen nog een kans om zich te bedenken, maar toen ze bleven weigeren, werden ze in de brandende vuuroven geworpen. Ze werden door een engel uit het vuur gered (Daniël 3:1–30).
Het gebed van Azarja is een toevoeging bij het verhaal over de brandende vuuroven, een van de verhalen die niet in de Hebreeuwse tekst zijn opgenomen maar wel in de Septuagint zijn overgeleverd. Het wordt meestal geplaatst tussen Daniël 3:23 en 24. Het is het gebed dat Azarja gebeden zou hebben terwijl hij met de twee andere veroordeelden in de vlammen liep.